# Warszawska szkoła astronomiczna
Warszawska szkoła astronomiczna – określenie stosowane w odniesieniu do grupy astronomów warszawskich, będących wychowankami profesorów Stefana Piotrowskiego (1910–1985) i Włodzimierza Zonna (1905–1975), pracujących w Obserwatorium Astronomicznym Uniwersytetu Warszawskiego i Centrum Astronomicznym im. Mikołaja Kopernika PAN. Doktoranci Stefana Piotrowskiego do dziś kierują zakładami mechaniki nieba i astrofizyki w warszawskim Centrum Badań Kosmicznych PAN. Najwybitniejszym przedstawicielem tej szkoły był Bohdan Paczyński (1940–2007).